# Alena Unger
Alena Unger (* 23. November 1983 in Jindřichův Hradec, geborene Alena Vojtíšková) ist eine ehemalige tschechische Handballspielerin, die mehrere Spielzeiten in der Bundesliga auflief.

## Karriere
Alena Unger spielte anfangs bei einem unterklassigen tschechischen Verein und wechselte daraufhin zu einem Verein aus ihrer Geburtsstadt Jindřichův Hradec. Daraufhin schloss sich die Rückraumspielerin dem tschechischen Erstligisten DHC Slavia Prag an, mit dem sie zusätzlich im Europapokal auflief. Im Jahre 2004 wechselte die Linkshänderin zum deutschen Bundesligisten VfL Oldenburg, für den sie zwei Spielzeiten auflief. Anschließend unterschrieb Unger einen Vertrag beim Bundesligaaufsteiger Frisch Auf Göppingen. Mit Göppingen stand sie 2010 im Finale des EHF Challenge Cups. 2014 wechselte sie zum Zweitligisten Neckarsulmer Sport-Union. Mit Neckarsulm stieg sie 2016 in die Bundesliga auf. Für Neckarsulm lief sie bis zu ihrer Schwangerschaft im Oktober 2017 auf.
Alena Unger bestritt 46 Länderspiele für die tschechische Nationalmannschaft, in denen sie 109 Tore erzielte.
Unger leitet seit Februar 2023 eine Mini-Handballmannschaft beim TSV Gruibingen.